# 小林家鷹
小林 家鷹（こばやし いえたか）は、戦国時代から江戸時代初期の鷹匠。諏訪流放鷹術の初代に数えられるがその根拠となる第一次史料は現存していない。

## 生涯
最初は織田信長に仕える。初名は家次といったが、その技の匠なことから信長に「鷹」の字を与えられて家鷹と改名した。その後は豊臣家に奉仕した。

## 小林家鷹を題材にした作品
- 山本兼一『白鷹伝 戦国秘録』（祥伝社、2007年）